# Honduras president
Honduras president är landets statschef, regeringschef och överbefälhavare. Honduras förklarade sig självständigt från Spanien 1822, men ingick under de följande 15 åren i Centralamerikanska federationen. Första president under federationen var Dionisio de Herrera, men det var Juan Francisco de Molina som blev förste president över ett helt självständigt Honduras.
Den nuvarande presidenten är Xiomara Castro.

## Lista över Honduras presidenter
Centralamerikanska federationen
- Dionisio de Herrera : 16 september 1824 – 10 maj 1827
- José Justo Milla : 10 maj 1827 – 13 september 1827
- Cleto Bendaña : 13 september 1827 – 24 oktober 1827
- José Jeronimo Zelaya : 27 October 1827 – 11 november 1827
- Miguel Eusebio Bustamante : 11 november 1827 – 26 november 1827
- Francisco Morazán : 26 november 1827 – 30 June 1828
- Diego Vigil y Cocaña : 30 juni 1828 – 2 december 1829
- Francisco Morazán : 2 december 1829 – 24 december 1829
- Juan Angel Arias : 24 december 1829 – 22 april 1830
- Francisco Morazán : 22 april 1830 – 28 juli 1830
- José Santos del Valle : 28 juli 1830 – 12 mars 1831
- José Antonio Marquez : 12 mars 1831 – 22 mars 1832
- José Francisco Milla Guevara : 22 mars 1832 – 7 januari 1833
- Joaquin Rivera : 7 januari 1833 – 31 december 1836
- José María Martinez Salinas (tf) : 1 januari 1837 – 28 maj 1837
- Justo José Herrera : 28 maj 1837 – 3 september 1838
- José María Martinez Salinas : 3 september 1838 – 12 november 1838
- José Lino Matute : 12 november 1838 – 9 januari 1839

Honduras
- Juan Francisco de Molina : 11 januari 1839 – 13 april 1839
- Felipe Neri Medina (tf) : 13 april 1839 – 15 april 1839
- Juan José Alvarado (tf) : 15 april 1839 – 27 april 1839
- José María Guerrero (tf) : 27 april 1839 – 10 augusti 1839
- Mariano Garrigó (tf) : 10 augusti 1839 – 20 augusti 1839
- José María Bustillo (tf) : 20 augusti 1839 – 27 augusti 1839
- ingen : 27 augusti 1839 – 21 september 1839
- Francisco Zelaya y Ayes (tf) : 21 september 1839 – 1 januari 1841
- Francisco Ferrera : 1 januari 1841 – 31 december 1842
- ingen : 1 januari 1843 – 23 februari 1843
- Francisco Ferrera : 23 februari 1843 – 31 december 1844
- ingen : 1 januari 1845 – 7 januari 1845
- Coronado Chávez : 8 januari 1845 – 1 januari 1847
- ingen : 1 januari 1847 – 12 februari 1847
- Juan Lindo : 12 februari 1847 – 1 februari 1852
- Francisco Gómez (tf) : 1 februari 1852 – 1 mars 1852
- José Trinidad Cabañas : 1 mars 1852 – 18 oktober 1855
- José Santiago Bueso (tf) : 18 oktober 1855 – 8 november 1855
- Francisco de Aguilar (tf) : 8 november 1855 – 17 februari 1856
- José Santos Guardiola : 17 februari 1856 – 11 januari 1862
- José Francisco Montes (tf) : 11 januari 1862 – 4 februari 1862
- Victoriano Castellanos (tf) : 4 februari 1862 – 11 december 1862
- José Francisco Montes (tf) : 11 december 1862 – 7 september 1863
- José María Medina (tf) : 7 september 1863 – 31 december 1863
- Francisco Inestroza (tf) : 31 december 1863 – 15 mars 1864
- José María Medina : 15 mars 1864 – 26 juli 1872
- Celeo Arías (tf) : 26 juli 1872 – 13 januari 1874
- Ponciano Leiva : 13 januari 1874 – 8 juni 1876
- Marcelino Mejía (tf) : 8 juni 1876 – 13 juni 1876
- Crescencio Gómez (tf) : 13 juni 1876 – 12 augusti 1876
- José María Medina (tf) : 12 augusti 1876 – 27 augusti 1876
- Marco Aurelio Soto : 27 augusti 1876 – 19 oktober 1883
- ingen : 19 oktober 1883 – 30 november 1883
- Luis Bográn : 30 november 1883 – 30 november 1891
- Ponciano Leiva : 30 november 1891 – 7 augusti 1893
- Domingo Vásquez : 7 augusti 1893 – 22 februari 1894
- Policarpo Bonilla : 22 februari 1894 – 1 februari 1899
- Terencio Sierra : 1 februari 1899 – 1 februari 1903
- Juan Ángel Arias Boquín : 1 februari 1903 – 13 april 1903
- Manuel Bonilla : 13 april 1903 – 25 februari 1907
- Miguel Oquelí Bustillo (tf) : 25 februari 1907 – 18 april 1907
- Miguel R. Dávila : 18 april 1907 – 28 mars 1911
- Francisco Bertrand (tf) : 28 mars 1911 – 1 februari 1912
- Manuel Bonilla : 1 februari 1912 – 21 mars 1913
- Francisco Bertrand : 21 mars 1913 – 9 september 1919
- Salvador Aguirre (tf) : 9 september 1919 – 16 september 1919
- Vicente Mejía Colindres (tf) : 16 september 1919 – 5 oktober 1919
- Francisco Bográn (tf) : 5 oktober 1919 – 1 februari 1920
- Rafael López Gutiérrez : 1 februari 1920 – 10 mars 1924
- Francisco Bueso (tf) : 10 mars 1924 – 27 april 1924
- Tiburcio Carías Andino (tf) : 27 april 1924 – 30 april 1924
- Vicente Tosta (tf) : 30 april 1924 – 1 februari 1925
- Miguel Paz Barahona : 1 februari 1925 – 1 februari 1929
- Vicente Mejía Colindres : 1 februari 1929 – 1 februari 1933
- Tiburcio Carías Andino : 1 februari 1933 – 1 januari 1949
- Juan Manuel Gálvez : 1 januari 1949 – 5 december 1954
- Julio Lozano Díaz : 5 december 1954 – 10 december 1954
- Julio Lozano Díaz (statschef) : 10 december 1954 – 21 oktober 1956
- ingen : 21 oktober 1956 – 21 december 1957
- Ramón Villeda Morales : 21 december 1957 – 3 oktober 1963
- Oswaldo López Arellano : 3 oktober 1963 – 7 juni 1971
- Ramón Ernesto Cruz : 7 juni 1971 – 4 december 1972
- Oswaldo López Arellano (statschef) : 4 december 1972 – 22 april 1975
- Juan Alberto Melgar Castro (statschef) : 22 april 1975 – 7 augusti 1978
- Policarpo Paz García (statschef) : 7 augusti 1978 – 27 januari 1980
- Policarpo Paz García : 27 januari 1980 – 26 januari 1982
- Roberto Suazo Córdova : 27 januari 1982 – 26 januari 1986
- José Azcona del Hoyo : 27 januari 1986 – 26 januari 1990
- Rafael Leonardo Callejas : 27 januari 1990 – 26 januari 1994
- Carlos Roberto Reina : 27 januari 1994  – 26 januari 1998
- Carlos Roberto Flores : 27 januari 1998  – 26 januari 2002
- Ricardo Maduro : 27 januari 2002  – 27 januari 2006
- Manuel Zelaya : 27 januari 2006  – 28 juni 2009
- Roberto Micheletti (tf) : 28 juni 2009  – 27 januari 2010
- Porfirio Lobo Sosa : 27 januari 2010  – 27 januari 2014
- Juan Orlando Hernández : 27 januari 2014  – 27 januari 2022
- Xiomara Castro : 27 januari 2022  –